# Lodoletta

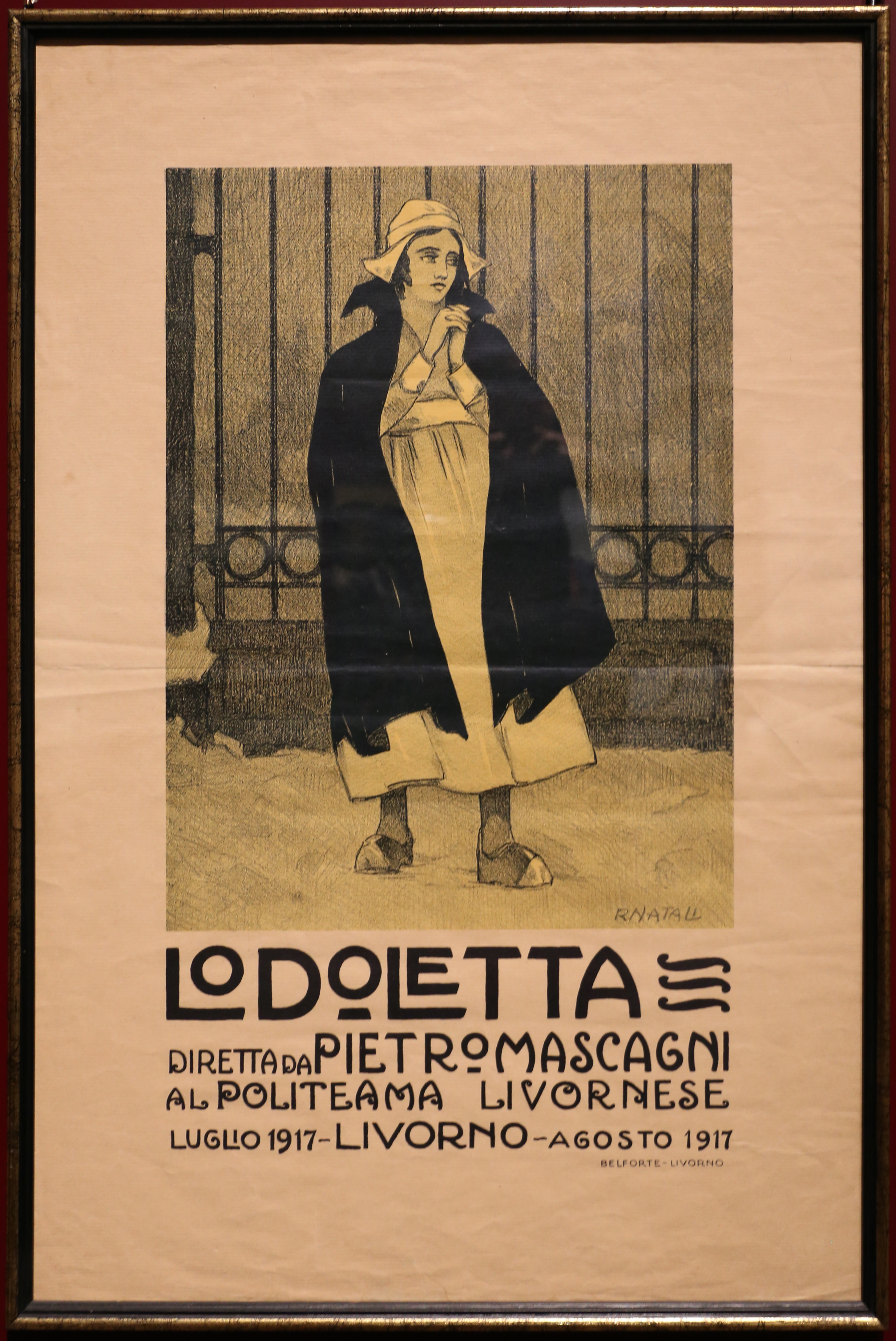
Affiche de Lodoletta, 1917.

Lodoletta est un drame lyrique ou un opéra lyrique en trois actes de Pietro Mascagni sur un livret de Giovacchino Forzano, d'après le roman Two Little Wooden Shoes (Deux Petits Sabots) de Maria Louise Ramé, dite Ouida.

## Premières
Lodoletta est créé au Teatro Costanzi à Rome le 30 avril 1917 avec Rosina Storchio dans le rôle-titre. La première américaine a lieu le 12 janvier 1918 au Metropolitan Opera, à New York, avec Geraldine Farrar en Lodoletta et Enrico Caruso en Flammen.